# Milbemycine

Struktur der Milbemycine

Milbemycine sind eine Gruppe von Makroliden die chemisch den Avermectinen ähneln. Die ersten Vertreter wurden 1972 erstmals aus dem Bakterium Streptomyces hygroscopicus isoliert, später kamen noch künstlich erzeugte Derivate zu dieser Gruppe hinzu. Inzwischen sind 13 natürliche Milbemycine bekannt (Milbemycin α1 .. α10 und β1 .. β3). Einige Milbemycine werden in der Veterinärmedizin als Mittel gegen Parasiten eingesetzt. Chemisch handelt es sich um Aglycone der Avermectine mit einem sehr ähnlichen makrozyklischen Lactonring ohne Disaccharidseitenketten.

## Wirkungsmechanismus
Milbemycine sind wie Avermectine Fermentationsprodukte von Strahlenpilzen (Streptomyces spp.)  und haben einen ähnlichen Wirkungsmechanismus, aber eine deutlich längere Wirksamkeit. Milbemycinoxim wird aus Streptomyces hygroscopicus aureolacrimosus gewonnen. Es erhöht bei Wirbellosen die Membrandurchlässigkeit der Nerven- bzw. der Muskelzellen für Chlorid-Ionen durch Bindung an Glutamat- und GABA aktivierte Chloridkanäle. Dadurch kommt es zur Hyperpolarisation der Zellmembran und zu einer Blockierung der Erregungsüberleitung. Milbemycin-D wird außerhalb Europas zur Behandlung von Hunden gegen Magen-Darm-Nematoden und zur Prophylaxe der Herzwurmerkrankung eingesetzt. Seine therapeutische Breite ist jedoch klein.

## Beispiele
| Name           | =R1        | =R2        | –R3                    | CAS                     |
| -------------- | ---------- | ---------- | ---------------------- | ----------------------- |
| Milbemectine   | –H, (β)–OH | –H, –H     | –CH3 : –CH2CH3 = 3:7   | 51596-10-2 + 51596-11-3 |
| Milbemycinoxim | =NOH       | –H, –H     | –CH3 : –CH2CH3 = 3:7   | 129496-10-2             |
| Moxidectin     | –H, (β)–OH | =NOCH3     | (Z)–C(CH3)=CH–CH(CH3)2 | 113507-06-5             |
| Nemadectin     | –H, (β)–OH | –H, (α)–OH | (Z)–C(CH3)=CH–CH(CH3)2 | 102130-84-7             |
| Milbemycin-D   | –OH        | –H         | –CH–(CH3)2             | 77855-81-3              |